# Мистер Олимпия 1970
«Мистер Олимпия 1970» (англ. Mr. Olympia 1970) — шестой в истории конкурс «Мистер Олимпия» и одно из самых значимых международных соревнований по культуризму, прошедшее под эгидой Международной федерации бодибилдинга. Соревнование состоялось в сентябре 1970 года в здании Бруклинской академии музыки в Нью-Йорке, США. 
Победителем впервые стал 23-летний австриец Арнольд Шварценеггер, одержавший верх над прошлогодним обладателем титула кубинцем Серхио Олива. Когда после длительного позирования судьи никак не могли определить победителя, Арнольд сказал: — «Серджио, мы слишком устали сегодня, пора заканчивать», Серджио согласился, прекратил позировать и пошёл со сцены, а Арнольд победно вскинул руки. Со стороны казалось, что Серхио признал своё поражение и сдался. Хитрость Арнольда сработала и судьи отдали ему победу в конкурсе.
Эта победа стала первой для Арнольда Шварценеггера на «Мистер Олимпии», впоследствии он завоевал ещё шесть титулов и стал семикратным обладателем титула «Мр. Олимпия». Его рекорд продержался более 10 лет, пока Ли Хейни в 1991 году не довёл число своих побед до восьми.

## Результаты
| Место | Участник             |
| ----- | -------------------- |
| 1     | Арнольд Шварценеггер |
| 2     | Серхио Олива         |
| 3     | Рег Льюис            |